# Uettingen
Uettingen è un comune tedesco di 1 901 abitanti, situato nel land della Baviera.